# Snowboarding na Zimowej Uniwersjadzie 2023 – Snowcross kobiet
Konkurencja snowboard crossu kobiet została rozegrana na Zimowej Uniwersjadzie 2023 13 stycznia, w miejscowości Gore Mountain. Startowało 14 zawodniczek, które kolejno rozegrali eliminacje, fazę roundrobin, oraz półfinały oraz finały B i A. Triumfatorką została reprezentantka Szwajcarii, Sophie Hediger.

## Wyniki

### Kwalifikacje
| Pozycja | Numer startowy | Imię i nazwisko        | Kraj              | Czas    | Awans |
| ------- | -------------- | ---------------------- | ----------------- | ------- | ----- |
| 1       | 14             | Nienke Poll            | Holandia          | 58.80   | Q     |
| 2       | 9              | Sophie Hediger         | Szwajcaria        | 59.76   | Q     |
| 3       | 12             | Anna Valentin          | Francja           | 1:00.22 | Q     |
| 4       | 13             | Chloé Passerat         | Francja           | 1:00.35 | Q     |
| 5       | 15             | Natalie Mullen         | Czechy            | 1:01.48 | Q     |
| 6       | 16             | Woo Su-been            | Korea Południowa  | 1:01.84 | Q     |
| 7       | 10             | Karen Fujita           | Japonia           | 1:02.23 | Q     |
| 8       | 17             | Clara Chapman          | Kanada            | 1:03.06 | Q     |
| 9       | 22             | Kim Martinez           | Francja           | 1:03.67 | Q     |
| 10      | 18             | Paige Hughes           | Stany Zjednoczone | 1:05.03 | Q     |
| 11      | 20             | Bridget MacLean        | Kanada            | 1:05.13 | Q     |
| 12      | 21             | Abigail Benser         | Stany Zjednoczone | 1:05.40 | Q     |
| 13      | 11             | Vendula Burešová       | Czechy            | 1:58.24 | Q     |
| DNS     | 19             | Alexandra Buchlovičová | Słowacja          | DNS     | DNS   |

### Round Robin
| Pozycja | Imię i nazwisko  | Kraj              | Punkty w wyścigu | Punkty w wyścigu | Punkty w wyścigu | Punkty w wyścigu | Punkty w wyścigu | Punkty w wyścigu | Punkty w wyścigu | Punkty w wyścigu | Punkty w wyścigu | Punkty w wyścigu | Punkty w wyścigu | Punkty w wyścigu | Punkty w wyścigu | Punkty w wyścigu | Punkty w wyścigu | Punkty w wyścigu | Punkty w wyścigu | Punkty w wyścigu | Punkty w wyścigu | Punkty w wyścigu | Punkty generalne | Awans |
| Pozycja | Imię i nazwisko  | Kraj              | 1                | 2                | 3                | 4                | 5                | 6                | 7                | 8                | 9                | 10               | 11               | 12               | 13               | 14               | 15               | 16               | 17               | 18               | 19               | 20               | Punkty generalne | Awans |
| ------- | ---------------- | ----------------- | ---------------- | ---------------- | ---------------- | ---------------- | ---------------- | ---------------- | ---------------- | ---------------- | ---------------- | ---------------- | ---------------- | ---------------- | ---------------- | ---------------- | ---------------- | ---------------- | ---------------- | ---------------- | ---------------- | ---------------- | ---------------- | ----- |
| 1       | Nienke Poll      | Holandia          | 4                |                  |                  |                  | 4                |                  |                  |                  | 4                |                  |                  |                  | 4                |                  |                  |                  | 4                |                  |                  |                  | 20               | Q     |
| 2       | Sophie Hediger   | Szwajcaria        | 3                |                  |                  |                  |                  | 4                |                  |                  |                  | 4                |                  |                  |                  | 4                |                  |                  |                  | 4                |                  |                  | 19               | Q     |
| 3       | Chloé Passerat   | Francja           | 2                |                  |                  |                  |                  |                  |                  | 4                |                  |                  |                  | 4                |                  |                  |                  | 4                |                  |                  |                  | 4                | 18               | Q     |
| 4       | Woo Su-been      | Korea Południowa  |                  | 4                |                  |                  |                  | 3                |                  |                  | 3                |                  |                  |                  |                  |                  |                  | 3                |                  |                  | 4                |                  | 17               | Q     |
| 5       | Anna Valentin    | Francja           | 1                |                  |                  |                  |                  |                  | 4                |                  |                  |                  | 4                |                  |                  |                  | 4                |                  |                  |                  | 3                |                  | 16               | Q     |
| 6       | Bridget MacLean  | Kanada            |                  |                  | 4                |                  |                  |                  | 3                |                  | 2                |                  |                  |                  |                  | 3                |                  |                  |                  |                  |                  | 3                | 15               | Q     |
| 7       | Karen Fujita     | Japonia           |                  | 3                |                  |                  |                  |                  | 2                |                  |                  |                  |                  | 3                | 3                |                  |                  |                  |                  | 2                |                  |                  | 13               | Q     |
| 8       | Kim Martinez     | Francja           |                  |                  | 2                |                  | 3                |                  |                  |                  |                  |                  | 3                |                  |                  |                  |                  | 2                |                  | 3                |                  |                  | 13               | Q     |
| 9       | Paige Hughes     | Stany Zjednoczone |                  |                  | 3                |                  |                  | 2                |                  |                  |                  |                  |                  | 2                |                  |                  | 3                |                  | 3                |                  |                  |                  | 13               |       |
| 10      | Natalie Mullen   | Czechy            |                  | 2                |                  |                  | 2                |                  |                  |                  |                  | 3                |                  |                  |                  |                  | 2                |                  |                  |                  |                  | 2                | 11               |       |
| 11      | Abigail Benser   | Stany Zjednoczone |                  |                  | 1                |                  |                  |                  |                  | 3                |                  | 2                |                  |                  | 2                |                  |                  |                  |                  |                  | 2                |                  | 10               |       |
| 12      | Clara Chapman    | Kanada            |                  | 1                |                  |                  |                  |                  |                  | DNS              |                  |                  | DNS              |                  |                  | DNS              |                  |                  | DNS              |                  |                  |                  | 1                |       |
| DNS     | Vendula Borešová | Czechy            |                  |                  |                  |                  |                  |                  |                  |                  |                  |                  |                  |                  |                  |                  |                  |                  |                  |                  |                  |                  | DNS              |       |

### Faza medalowa

#### Półfinały
| Pozycja | Numer startowy | Imię i nazwisko | Kraj             | Awans |
| ------- | -------------- | --------------- | ---------------- | ----- |
| 1       | 8              | Kim Martinez    | Francja          | Q     |
| 2       | 1              | Nienke Poll     | Holandia         | Q     |
| 3       | 4              | Woo Su-been     | Korea Południowa |       |
| 4       | 5              | Anna Valentin   | Francja          |       |

| Pozycja | Numer startowy | Imię i nazwisko | Kraj       | Awans |
| ------- | -------------- | --------------- | ---------- | ----- |
| 1       | 2              | Sophie Hediger  | Szwajcaria | Q     |
| 2       | 3              | Chloé Passerat  | Francja    | Q     |
| 3       | 7              | Karen Fujita    | Japonia    |       |
| 4       | 6              | Bridget MacLean | Kanada     |       |

#### Finały
Mały finał
| Pozycja | Numer startowy | Imię i nazwisko | Kraj             |
| ------- | -------------- | --------------- | ---------------- |
| 5       | 5              | Anna Valentin   | Francja          |
| 6       | 4              | Woo Su-been     | Korea Południowa |
| 7       | 6              | Bridget MacLean | Kanada           |
| 8       | 7              | Karen Fujita    | Japonia          |

Duży finał
| Pozycja | Numer startowy | Imię i nazwisko | Kraj       |
| ------- | -------------- | --------------- | ---------- |
| złoto   | 2              | Sophie Hediger  | Szwajcaria |
| srebro  | 3              | Chloé Passerat  | Francja    |
| brąz    | 8              | Kim Martinez    | Francja    |
| 4       | 1              | Nienke Poll     | Holandia   |